# Personer i Sverige födda i Algeriet
Till personer i Sverige födda i Algeriet räknas personer som är folkbokförda i Sverige och som har sitt ursprung i Algeriet. Enligt Statistiska centralbyrån fanns det 2017 i Sverige sammanlagt cirka 3 200 personer födda i Algeriet.

## Historisk utveckling

### Födda i Algeriet
| Personer i Sverige födda i Algeriet 1900–2024 | Personer i Sverige födda i Algeriet 1900–2024 | Personer i Sverige födda i Algeriet 1900–2024 | Personer i Sverige födda i Algeriet 1900–2024 | Personer i Sverige födda i Algeriet 1900–2024 |
| --- | --------------------------------------------- | --------------------------------------------- | --------------------------------------------- | --------------------------------------------- |
| |                                               |                                               |                                               |                                               |
| År |                                               |                                               | Folkmängd                                     |                                               |
| 1900 | 1900                                          |                                               | 2                                             |                                               |
| 1970 | 1970                                          |                                               | 214                                           |                                               |
| 1980 | 1980                                          |                                               | 615                                           |                                               |
| 1990 | 1990                                          |                                               | 1 036                                         |                                               |
| 2000 | 2000                                          |                                               | 1 681                                         |                                               |
| 2001 | 2001                                          |                                               | 1 742                                         |                                               |
| 2002 | 2002                                          |                                               | 1 791                                         |                                               |
| 2003 | 2003                                          |                                               | 1 834                                         |                                               |
| 2004 | 2004                                          |                                               | 1 896                                         |                                               |
| 2005 | 2005                                          |                                               | 1 992                                         |                                               |
| 2006 | 2006                                          |                                               | 2 119                                         |                                               |
| 2007 | 2007                                          |                                               | 2 216                                         |                                               |
| 2008 | 2008                                          |                                               | 2 333                                         |                                               |
| 2009 | 2009                                          |                                               | 2 471                                         |                                               |
| 2010 | 2010                                          |                                               | 2 575                                         |                                               |
| 2011 | 2011                                          |                                               | 2 660                                         |                                               |
| 2012 | 2012                                          |                                               | 2 775                                         |                                               |
| 2013 | 2013                                          |                                               | 2 841                                         |                                               |
| 2014 | 2014                                          |                                               | 2 938                                         |                                               |
| 2015 | 2015                                          |                                               | 3 022                                         |                                               |
| 2016 | 2016                                          |                                               | 3 136                                         |                                               |
| 2017 | 2017                                          |                                               | 3 245                                         |                                               |
| 2018 | 2018                                          |                                               | 3 366                                         |                                               |
| 2019 | 2019                                          |                                               | 3 471                                         |                                               |
| 2020 | 2020                                          |                                               | 3 518                                         |                                               |
| 2021 | 2021                                          |                                               | 3 555                                         |                                               |
| 2022 | 2022                                          |                                               | 3 617                                         |                                               |
| 2023 | 2023                                          |                                               | 3 652                                         |                                               |
| 2024 | 2024                                          |                                               | 3 672                                         |                                               |
| Anm.: Befolkning den 31 december respektive år förutom år 1970 som avser förhållandet den 1 november och år 1980 som avser förhållandet den 15 september. |                                               |                                               |                                               |                                               |